# 1651
1651 (MDCLI) je bilo navadno leto, ki se je po gregorijanskem koledarju začelo na nedeljo, po 10 dni počasnejšem julijanskem koledarju pa na sredo.

## Dogodki
- poljski kralj Jan Kazimir V. premaga Kozake in Tatare.

## Rojstva
- 6. avgust - François Fénelon, francoski katoliški teolog, pesnik in pisatelj († 1715)